# Konstantín Méyer
Konstantín Ignátievich Meyer (Константин Игнатьевич Мейер, *1881 - 1970) fue un algólogo ruso. Especímenes duplicados se resguardan en el Herbario de la Universidad Estatal de Moscú.
Trabajó extensamente en los componentes del fitoplancton del área del lago Baikal.
- La abreviatura «K.I.Mey.» se emplea para indicar a Konstantín Méyer como autoridad en la descripción y clasificación científica de los vegetales.[3]